# Гуляев, Филипп Сивирьянович
Фили́пп Сивирья́нович Гуля́ев (род. 1933) — капитан-директор большого морозильного рыболовного траулера «Карпогоры» Архангельского производственного объединения рыбной промышленности Министерства рыбного хозяйства СССР. Герой Социалистического Труда (1981).

## Биография
Родился 26 августа 1933 года в деревне Яреньга Приморского района Северного края (ныне — Архангельская область), в поморской семье. Отец — Сивирьян Фёдорович, работал капитаном на промысловых судах Беломоррыбтреста. С детства Филипп выходил с отцом в море на баркасах, помогая ему в работе. Во время Великой Отечественной войны работал, как и другие дети его села, в местном колхозе — занимался сбором ягод, грибов, красной рябины. Окончив 7 классов, принял решение пойти по стопам отца и работать на промысловых судах.
В 1950 году поступил и в 1953 году окончил судоводительское отделение Архангельского мореходного училища рыбной промышленности. После окончания училища начал ходить в море на рыбопромысловых судах Архангельского тралового флота. Работал на бортовых траулерах РТ-57 «Холмогорск» и РТ-104 «Амур», был матросом, помощником тралмейстера, мастером добычи. В июне 1954 года получил диплом штурмана малого плавания и был назначен на РТ-88 «Печорец». В 1956 году серьёзно заболел, получил инвалидность, однако в итоге всё же смог вылечиться — и в 1959 году вернулся в плавсостав.
В 1959 году Ф. С. Гуляев окончил курсы штурманов дальнего плавания, после чего поступил на заочное отделение Архангельского морского рыбопромышленного техникума (АМРТ), окончив его в 1961 году. С 1961 года — второй штурман, а с 1962 года — старший помощник капитана рыболовного траулера РТ-162 «Курс». В 1964 году был назначен капитаном траулера РТ-115 «Мезень», год спустя — капитаном большого морозильного траулера (БМРТ) «Монголия», затем командовал бортовыми траулерами РТ-156 «Кировабад», РТ-115 «Мезень», РТ-54 «Судак». С 1965 года был членом КПСС.
В конце 1960-х годов недолго работал старшим помощником на БМРТ «Карпаты», после прохождения курсов повышения квалификации получил назначение капитан-директором этого судна. Затем принял командование БМРТ «Северянин», на котором впервые на флоте начал вести промысел пелагическим (разноглубинным) тралом.
В 1972 году Филиппа Сивирьяновича назначили капитан-директором БМРТ «Карпогоры» Архангельского производственного объединения рыбной промышленности Министерства рыбного хозяйства СССР — одного из самых современных рыболовецких судов того времени. Моряки «Карпогор» первыми освоили новый для флотов Северного бассейна район Ирландского шельфа. За два года работы экипажем траулера было добыто 225 тысяч центнеров рыбы. Экипаж «Карпогор» выполнил по ловлю рыбы девятую пятилетку (1971—1975) за 3,5 года, дав стране 41 тысячу тонн рыбы и получив за это в 1974 году почётное звание «экипажа коммунистического труда». Капитан Ф. С. Гуляев за большие успехи в выполнении заданий пятилетки и принятых социалистических обязательств на 1973 год, большой вклад в увеличение производства рыбной продукции был награждён орденом Ленина.
В дальнейшем экипаж БМРТ «Карпогоры» продолжил показывать хорошие результаты по вылову рыбы. За 9 лет работы под командованием Гуляева (1972—1981) общий вылов составил более 900 тысяч центнеров, а средний годовой вылов (с учётом пройденного судном капитального ремонта) — более 100 тысяч центнеров. Эти заслуги Филиппа Сивирьяновича были по достоинству оценены государством. Указом Президиума Верховного Совета СССР от 17 марта 1981 года за выдающиеся успехи в выполнении заданий десятой пятилетки и социалистических обязательств, большой личный вклад в увеличение добычи рыбы и производства рыбной продукции Ф. С. Гуляеву было присвоено звание Героя Социалистического Труда с вручением ордена Ленина и золотой медали «Серп и Молот».
В 1982 году капитан дальнего плавания Ф. С. Гуляев был назначен на должность заместителя начальника Управления Архтралфлота по флоту. На этом посту он стал отвечать за судовождение и промысловые показатели работы всех траулеров, находящихся в Атлантике, антарктических и арктических водах. Но уже в 1984 году он обратился с просьбой к руководству вернуть его на флот и через некоторое время стал капитан-директором нового траулера — БМРТ «Николай Варламов». На нём совершил пять длительных рейсов, в ходе которых была освоена добыча рыбы в Тихом океане. 1987 год ознаменовался рекордным выловом экипажа 198 тысяч центнеров рыбы, однако за этот рекорд экипаж, как и его капитан, не получили никаких наград.
С 1988 года Ф. С. Гуляев на пенсии, проживает в Архангельске. вышел на заслуженный отдых. Активно занимается общественной деятельностью, встречается со студентами, школьниками, рабочими коллективами, делится воспоминаниями. Является внештатным корреспондентом газеты «Рыбак Севера».

## Сочинения
- Гуляев Ф. С. Рыбацкая нива. Архангельск, 2009.

## Награды
- Герой Социалистического Труда (17.03.1981)
- 2 ордена Ленина (23.01.1974; 17.03.1981)
- медали СССР
  - в том числе медаль «В ознаменование 100-летия со дня рождения Владимира Ильича Ленина» (1970)
- 7 знаков «Победитель социалистического соревнования»
- знак «Лучший по профессии»
- знак «Ударник IX пятилетки»
- знак «Ударник X пятилетки»